# Ali Soilih
Ali Soilih M'Tsashiwa (7 janvier 1937 - 29 mai 1978) est un homme politique et ancien président de l'État comorien.  Le 3 août 1975, il renverse Ahmed Abdallah Abdéremane, le premier chef d'État des Comores indépendantes par un coup d'État organisé par le mercenaire français Bob Denard sur l'île de la Grande Comore. Il tente de transformer le pays en une république laïque et socialiste mais est renversé en mai 1978 par un coup d'État mené lui aussi par Robert Denard et ses mercenaires en faveur de l'ancien président Ahmed Abdallah.

## Biographie
Né à Majunga à Madagascar, il y fait ses études jusqu'au lycée. Une fois obtenu son diplôme d'agronomie, il revient aux Comores et travaille dans l'agriculture pendant deux ans. Après ce stage dans l'Établissement d'Enseignement d'Agriculture Tropicale de Nogent-sur-Marne, il étudie l'économie du développement et sort diplômé de l'Institut d'étude du développement économique et social (IEDES) de l'Université de Paris.
Revenu aux Comores, il est nommé directeur de la Société de développement économique des Comores (SODEC). En août 1967, il est élu député sur la liste verte. Changeant d'alliance, Said Ibrahim le nomme ministre de l'Équipement et du Tourisme en septembre 1970. Il fonde avec ce dernier l'Umma-Mranda, anti-indépendantiste. Les partisans de l'indépendance du parti vert gagnent les élections en décembre 1972.
À la suite de la déclaration d'indépendance, l'opposition au régime du président Ahmed Abdallah prend le pouvoir par un coup d'État le 3 août 1975 avec la bénédiction de la France. Celle-ci fait appel à des mercenaires sous le commandement de Bob Denard, ce qui deviendra une méthode récurrente. Ali Soilih est chargé de la défense du nouveau gouvernement dirigé par le prince Said Mohamed Jaffar président du mouvement RDPC. Ali Soilih devient chef de l'État à partir du 3 janvier 1976, puis Mongozi (« Le Guide » en comorien) - président - du Conseil national exécutif le 29 octobre 1977. Sensible aux théories maoïstes, il met en place une politique socialiste qui le condamne aux yeux des occidentaux. En janvier 1976, la France retire brusquement tous ses fonctionnaires et techniciens présents aux Comores et son aide au budget de l’État.
Au cours de son règne, il essaie de marquer la société en supprimant bon nombre de coutumes qu'il juge rétrogrades, favorise notamment l'émancipation des femmes, et développe l'alphabétisation en comorien. D'importants efforts sur les infrastructures sont également entrepris. Sa « modernisation » de la société comorienne est inspirée de la Révolution culturelle chinoise. Pour cela, il instaure, à l'image des gardes rouges, des milices surtout composées d'étudiants et de jeunes gens. D'abord destinées à lutter contre les traditions les plus paralysantes (dépenses ostentatoires des grands mariages et des funérailles, « superstition et charlatanisme », port du voile, etc), ces comités en viennent à agir en tant que police politique et prétendent exercer eux-mêmes le pouvoir judiciaire. Ils suscitent bientôt, par leurs excès, l'animosité de la population. On ne compte pas les emprisonnements abusifs et les tortures dans les camps militaires. Ali Abdou Elaniou, avocat comorien raconte le fonctionnement de la Justice sous ce régime, qu'il a expérimenté, dans son ouvrage Ali Soilihi ou l'indépendance dans la citerne (éditions Komedit, 2003) et l'auteur comorien Mohamed Toihiri le qualifia de « République des Imberbes ». La construction des bâtiments publics fut possible grâce aux travaux forcés imposés à la population. Ali Soilih est confirmé à son poste le 28 octobre 1977 lors d'un referendum par 55 % des électeurs.
Le 13 mai 1978, le mercenaire français Bob Denard le renverse à son tour par un coup d'État. La chute de Soilih provoque des manifestations de joie dans les trois îles (Anjouan, Mohéli et Grande Comore). Alors qu'Ahmed Abdallah retrouve le pouvoir, Soilih est assassiné par des partisans du nouveau régime deux semaines après le putsch. Ali Soilih est considéré aujourd'hui par une partie des Comoriens comme un homme d'État intègre qui portait en lui une vision d'avenir. Il reste le seul président comorien à avoir tenté d'imposer un vrai changement en s'appuyant sur des comités villageois. D'autres soulignent qu'aucune institution ne fonctionnait et qu'il rassemblait entre ses mains la totalité des pouvoirs et des finances dont il usait à sa guise. 

Drapeau de l'État comorien sous Ali Soilih (1975–1978)